# Francisco Manuel de Oliveira Carvalho
Francisco Manuel de Oliveira Carvalho ComC • CvSE (Braga, 29 de Julho de 1866 – Braga, Bom Jesus do Monte, na sua Casa, 18 de Maio de 1912), 1.º Visconde de Fraião, foi um professor e político português.

## Família
Filho de Manuel Ribeiro de Carvalho Júnior e de sua mulher Maria José de Oliveira.
Irmão de Manuel Maria de Oliveira Carvalho, condecorado com colar de Torre Espada, uma das maiores condecorações Portuguesas, tendo recebido também diversas medalhas atribuídas pela Inglaterra e Suíça. Manuel licenciou-se em Letras e lecionou a disciplina de Português no Liceu de Braga. 

## Biografia
Diplomado com o curso de Arquitetura da Academia de Belas-Artes do Porto, foi Professor e Diretor da Escola Industrial e Comercial de Braga e Sócio da Real Associação dos Arquitetos Civis e Arqueólogos Portugueses. Chefiou o Partido Regenerador em Braga, onde exerceu as funções de Administrador do Concelho e de Vereador da Câmara Municipal. Senhor da Casa de Fraião, Cavaleiro da Ordem de Sant'Iago da Espada, Comendador da Ordem de Cristo, etc.
O título de 1.º Visconde de Fraião foi-lhe concedido, em sua vida, por Decreto de D. Carlos I de Portugal de 16 de Setembro de 1895 ou de 7 de Junho de 1900.

## Casamento e descendência
Casou primeira vez com Rosa Maria de Jesus de Araújo Braga (Braga, 24 de Outubro de 1828 – Braga, 6 de Novembro de 1900), rica Proprietária, já viúva do Major Matias Dias da Fonseca, com geração extinta, filha de José de Araújo Braga e de sua mulher Maria Joaquina de Araújo Braga, sem geração.
Casou segunda vez no Porto ou em Braga, na Capela da Casa de Fraião, a 17 de Novembro de 1902 com Armanda Augusta Pereira Dias (Porto, 16 de Agosto de 1882 – Lisboa, 19 de Março de 1967), filha do General Aires Augusto Pereira Dias, Cavaleiro da Ordem da Torre e Espada, do Valor, Lealdade e Mérito, Comendador da Ordem de Avis, etc., e de sua mulher Joana Augusta Moreira da Cunha, com geração.